# Kirino Kōsaka
Kirino Kōsaka (高坂 桐乃 Kōsaka Kirino?) es un personaje ficticio y protagonista femenina de la serie de novela ligera, anime y manga Oreimo, escrita por Tsukasa Fushimi e ilustrada por Hiro Kanzaki. Kirino es un estudiante modelo con excelentes calificaciones y una de las más inteligentes de su clase. Además de una habilidad atlética competente y gran popularidad. Por otro lado, ella es secretamente una otaku con un fetiche eroge del tema de la "hermana pequeña" que ha estado recolectando en secreto. Con la ayuda de su hermano mayor Kyosuke, que se convierte en su confidente, Kirino intenta conciliar su vida personal con su afición secreta.
En la adaptación al anime de Oreimo, Ayana Taketatsu le da voz a Kirino. Aunque Kirino se ha convertido en un personaje extremadamente popular y un tanto emergente en el fandom del anime y el manga, todavía recibió respuestas críticas mixtas tanto de los fanáticos como de los críticos debido al "comportamiento hostil" del personaje en el anime.

## Concepción y creación
En septiembre de 2013, durante una entrevista con Crunchyroll, se le preguntó a Tsukasa Fushimi, el escritor de Oreimo, por qué convirtió a Kirino en una otaku y respondió: "Ahora que lo pienso, podría haber estado sucediendo algo así, pero originalmente Solo estaba tratando de hacer personajes que encontraría divertidos. Y hay una parte en la que pensé que al convertir a Kirino en una otaku, los espectadores que son otakus podrían relacionarse con ella, 'Oh, yo también soy así'".
Con respecto al cierre del personaje en la serie, Fushimi afirmó que no hubo un final completamente feliz para Kirino, revelando que no podía escribir un final donde el afecto y los sentimientos de Kirino fueran "verdadera y totalmente recompensados", diciendo que "varias circunstancias me impidieron de escribir claramente ese tipo de final. No obstante, me di cuenta de que ella se preocupaba profundamente por [Kyousuke], así que sentí que tenía que hacer algo por ella". Sin embargo, Fushimi aún decidió darle a Kirino un final feliz, algo que encontró muy difícil de lograr, porque según él, "Hice todo lo posible para prepararle una situación lo mejor posible, por el bien del futuro de Kirino." La imagen de heroína de Kirino, que es una hermana menor de voluntad fuerte, se basa en el concepto de "una chica que aparece en el manga de Toru Fujisawa", que fue propuesto por el editor Miki Kazuma al autor Fushimi. 'Leí el manga "GTO" y reflejé esa imagen'.

## Apariciones

### EnOreimo
En la serie de novelas ligeras Oreimo, Kirino es la hermana menor de 14 años del protagonista Kyosuke. Normalmente es madura e independiente para su edad. Sin embargo, esto es una fachada y ella solo revela su verdadera personalidad—inmadura, abusiva y desagradecida con un carácter agresivo, parecido a una tsundere —a Kyosuke, a quien le ordena jugar sus juegos y cuidar a los personajes, solo para que lo acusen de ser un pervertido y un lolicon. Ella es secretamente una otaku con una obsesión por el eroge con el tema de la "hermana pequeña", así como por la serie de anime infantil Stardust Witch Meruru. Trabaja como modelo de revista y luego se convierte en novelista, cuyos fondos utiliza para mantener su afición. A pesar de sus intereses, afirma que no sabe por qué le empezó a gustar el eroge y niega tener complejo de hermano. Sin embargo, con frecuencia obliga a Kyosuke a pasar tiempo con ella, ya sea jugando o saliendo con ella, pero niega que realmente disfrute el tiempo que pasan juntos.
También se muestra que Kirino se frustra cada vez que Kyosuke está con otras chicas o muestra interés en ellas. Incluso llega a sabotear su tiempo con otra chica. A pesar de esto, está genuinamente agradecida con su hermano. Aunque afirma que solo le gustan los eroge por sus lindos personajes, muestra un lado pervertido de sí misma cuando juega esos juegos. Ella usa el nombre de pantalla Kiririn cuando está con sus amigos otaku. Solía admirar a Kyosuke en el pasado, a quien veía como un hermano perfecto. Kyosuke comenzó a distanciarse de ella durante la escuela primaria. Kirino una vez trató de perseguir a Kyosuke (quien se escapó para jugar con sus amigos), pero ella tropezó y lloró de decepción. Esto la impulsó a comenzar a trabajar duro en sus estudios y deportes. También estaba muy decepcionada por el cambio de personalidad de Kyosuke después del incidente con Akimi.
Posteriormente, los dos hermanos se enamoran y Kyosuke le pide a Kirino que se case con él, lo que ella acepta. Sin embargo, inmediatamente después de eso, los dos acuerdan que los hermanos no pueden casarse en la vida real. Luego deciden ser pareja solo temporalmente, con Kyosuke poniendo un anillo en el dedo de Kirino como un pseudo anillo de compromiso. Luego arreglan un pseudo matrimonio en una iglesia, donde revelan su genuina felicidad por ser hermanos con un beso. Kirino le devuelve el anillo a Kyosuke, terminando su relación con la promesa de ser una pareja que finalmente se cumplió temporalmente, y vuelven a ser hermanos normales.

### En otros medios
Además de la serie Oreimo, Kirino también hace un cameo en el episodio 11 de la adaptación al anime de Eromanga Sensei, otra serie de novelas ligeras escritas por Fushimi e ilustradas por Kanzaki. Kirino se puede ver en el episodio 11 de Haganai, aunque solo se la muestra de espaldas. Kirino aparece en la historia cruzada Ore no Imōto to Railgun Collaboration Project!, que presenta personajes de las series Oreimo y A Certain Magical Index . Kirino hace una breve aparición en el juego de PSP A Certain Magical Index, y también aparece como un personaje jugable en Dengeki Bunko: Fighting Climax .

## Recepción

### Popularidad

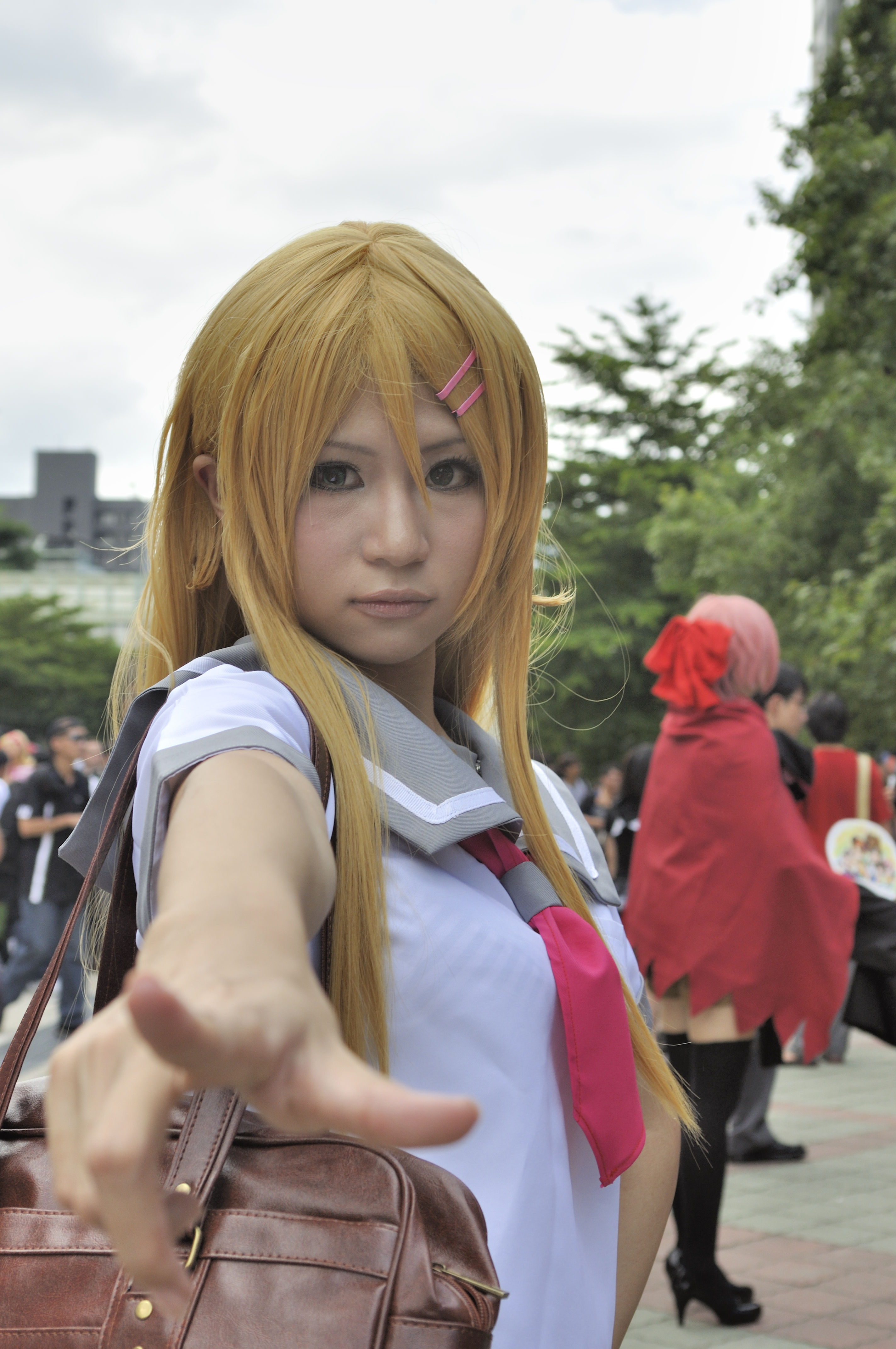
Un fan disfrazado de Kirino.

El personaje de Kirino se ha vuelto extremadamente popular en el fandom del anime y el manga. Desde el lanzamiento del primer volumen de Oreimo, la pose que hace Kirino en su portada se ha convertido en un meme popular en Internet, con varios internautas editando la pose de Kirino para que se parezca a otros personajes de varias series de anime/manga. En febrero de 2016, el Ministerio de Asuntos Internos y Comunicaciones anunció que utilizaría a Kirino como modelo de sus esfuerzos de educación para adolescentes, con Kirino apareciendo en folletos informativos que se distribuyeron de forma gratuita en simposios electorales selectos.
En julio de 2014, Kirino fue votada en tercer lugar en la encuesta "Favorite Tsundere Anime Girl Poll" por 489 votos. En agosto de 2014, Kirino ocupó el puesto 18 entre los "20 personajes más malos de la historia del anime" con 221 votos. En junio de 2018, Kirino fue elegido cuarto y tercero entre los "5 Snaggleteeth más amados del anime" y los "5 Snaggleteeth más odiados del anime", respectivamente. En mayo de 2020, la relación de Kirino con Kyosuke ocupó el tercer lugar en la lista de las "5 peores relaciones de anime".

### Respuesta crítica
En una reseña de Oreimo, Theron Martin de Anime News Network (ANN) comparó a Kirino con el personaje de Nogizaka Haruka no Himitsu ' Haruka Nogizaka, y comentó: "Donde Haruka Nogizaka era una flor delicada y gentil de la feminidad, Kirino se corta más de un molde tsundere ". Mientras que a la primera simplemente le gustaban las series de anime, la última escala dramáticamente a los juegos ero (aunque también es fanática de ciertos animes)". En una revisión posterior, Martin señaló que Kirino "sigue siendo su habitual irritantemente voluble", además de sugerir que la fascinación de Kirino por los juegos ero tipo "hermana pequeña" tiene un "significado más profundo". Kim Morrissy de ANN hizo una comparación entre Kirino y Sagiri Izumi ' Eromanga Sensei, con Morrissy creyendo que este último, a diferencia de Kirino, "coincide con la imagen otaku de la hermana pequeña ideal: una chica tranquila, de ojos saltones que exuda atractivo moe."
En una reseña para OTAQUEST, Hope Kim elogió a Kirino como "segura, testaruda y sabe lo que quiere". Kim también dijo: "Creo que también vale la pena hablar sobre los aspectos no incestuosos de Kirino Kosaka y su fantasía de hermana que la convierten en un atractivo interés amoroso. El pasatiempo preferido de Kirino resulta ser un pasatiempo que satisface a los hombres en la ficción y en la vida real. Por lo tanto, convirtiéndola en 'uno de los chicos'. Ella es genial. Ella está con eso. Ella entiende lo que significa tener un complejo de hermanas. ¡Lo que a su vez hace que esté "bien" que su hermano Kyousuke esté interesado!"  UltraMunch escribió: "Puede que no lo parezca para el ojo inexperto, pero Kirino es en realidad una evolución tsundere. Su personaje combina tsundere con el 'imouto', o el arquetipo de la hermanita linda, creando una fórmula nueva e interesante que emocionó al público hasta que las cosas se pusieron un poco incómodas hacia el final. De todos modos, Kirino es la mujer fría y caliente definitiva con una actitud que cambia tan rápido que puede darte un latigazo".
Tim Jones de THEM Anime Reviews criticó fuertemente a Kirino al describirla como "inmensamente desagradable", además de llamarla "abusiva y sin gracia", ya que el comportamiento del personaje en el anime se vuelve más hostil a medida que avanza, y señaló que "no hay absolutamente nada para evitar sus formas egoístas, altivas e idiotas". Otro crítico de THEM Anime Reviews, Allen Moody, dio su opinión sobre cómo Kirino fue la parte "más aterradora" de la segunda temporada del anime.